# سجسموندو كاسادو
سجسموندو كاسادو لوبيز (بالإسبانية: Segismundo Casado López)‏ (نافا دلا أسنشين، شقوبية 1893 - مدريد 1968) هو ضابط بالجيش الإسباني في الجمهورية الإسبانية الثانية خلال الحرب الأهلية الإسبانية، حيث كان قائداً للجيش الجمهوري الإسباني سنة 1939. وله دور خاص خلال المرحلة الأخيرة من الحرب الأهلية الإسبانية، حيث قاد في المنطقة الجمهورية الانقلاب الذي بدأ في 5 مارس 1939 وأطاح بحكومة الاشتراكي خوان نيغرين مدعيا أن نيغرين أراد استيلاء الشيوعيين على السلطة. واشترك مع الاشتراكيين المعتدلين في الكورتيس مثل خوليان بيستيرو، والجمهوريين اليساريين والقطاعات الأناركية في تشكيل مجلس الدفاع الوطني الذي استعاد السيطرة على مدريد، وفشلت جهود كاسادو للتفاوض على سلام مع الجنرال فرانكو، حيث أصر فرانكو على الاستسلام غير المشروط. مما وضع حدًا لمقاومة الجانب الجمهوري بالاستسلام لجيش التمرد الذي تمكن من احتلال المنطقة الوسطى والجنوبية، آخر الأراضي التي ظلت تحت سلطة الجمهورية الثانية دون قتال، وبذلك أنتهت الحرب الأهلية الإسبانية في 1 أبريل 1939. وذهب كاسادو إلى المنفى في فنزويلا، ولم يعد إلى إسبانيا حتى سنة 1961.

## بداية حياته
هو ابن لرجل عسكري، التحق بأكاديمية بلد الوليد للفرسان في سن الخامسة عشرة. درس هيئة الأركان العامة وساهم في الحملة المغربية برتبة نقيب. رقي إلى رتبة رائد، ثم عين رئيساً لحرس رئيس الجمهورية في 1935، وكان في في المنصب عند اندلاع الحرب الأهلية.

## الحرب الأهلية

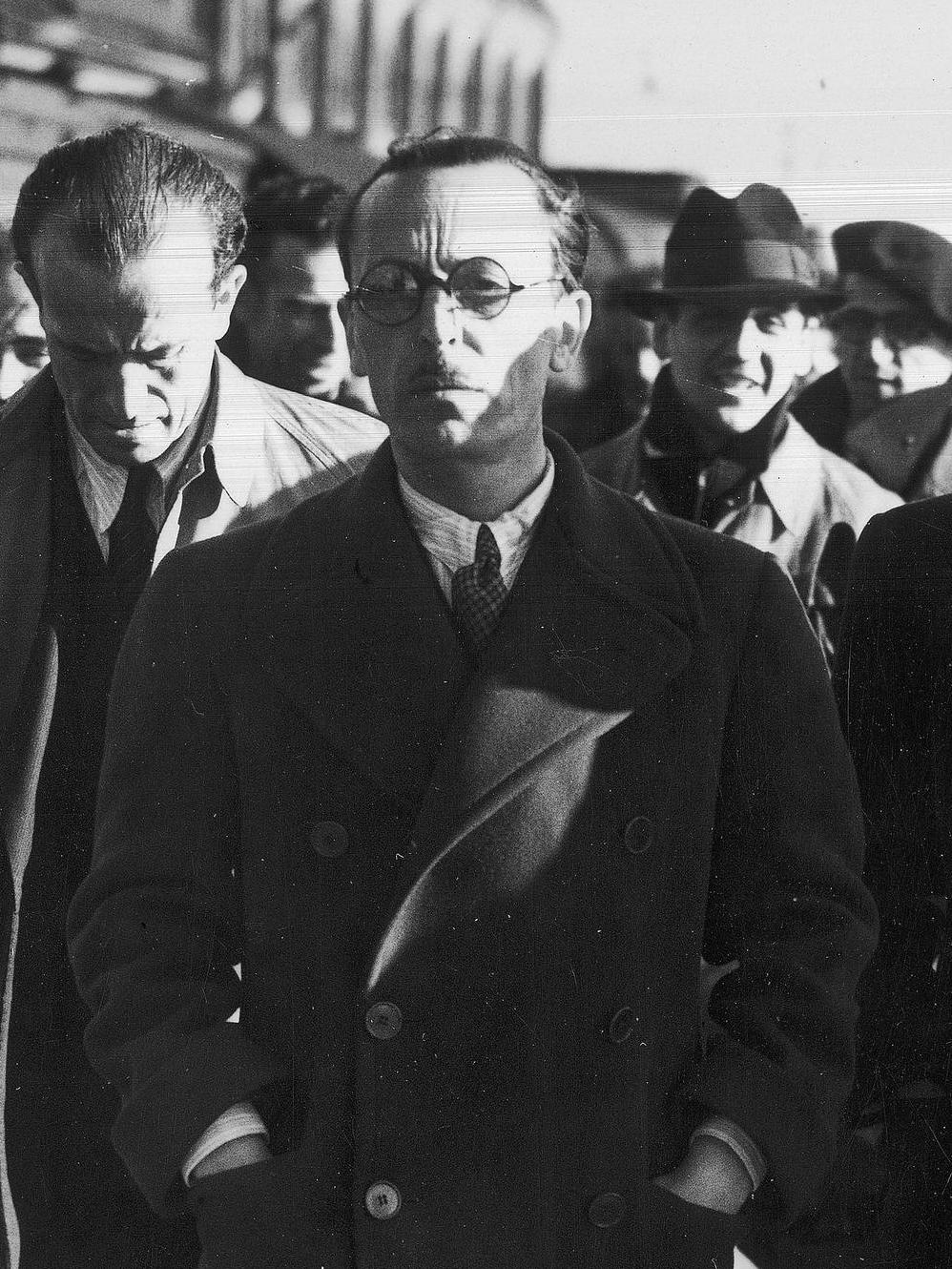
سيخيسموندو كاسادو (1939)

أزيح عن رئاسة الحرس الرئاسي يوم 20 أغسطس 1936، حيث عين في بداية أكتوبر رئيسًا لعمليات هيئة الأركان العامة. ثم أصبح لاحقًا مديرًا لكلية الأركان العامة والمفتش العام لسلاح الفرسان. وفي سبتمبر 1936 تمت ترقيته إلى رتبة عقيد. وبين أكتوبر ونوفمبر 1936 كان مسؤولاً عن تدريب وتنظيم الألوية المختلطة في الجيش الجمهوري. فشارك في الدفاع عن مدريد، وفي معركتي خاراما وبرونيت.
عندما تم تشكيل أول حكومة للاشتراكي خوان نيغرين بعد أحداث مايو 1937، رفعه وزير الدفاع الاشتراكي الجديد إنداليسيو برييتو إلى مناصب أكثر حسماً. كان منظمًا جيدًا وقادرًا على فرض الانضباط، وكان «نوع الجندي الذي أراده برييتو لإكمال إعادة تنظيم الجيش الجمهوري» بحيث يشبه الجيش النظامي قدر الإمكان. وهكذا تم تعيينه كأحد قادة معركة بيلشيت، وفي بداية أبريل 1938 تم تعيينه قائداً لجيش أندلسيا.
عندما حدثت أزمة مارس - أبريل 1938 في الحكومة الجمهورية نتيجة هزيمة معركة طرويل وما تلاها من انهيار لجبهة أراغون التي قطع المتمردين منطقة الجمهورية إلى قسمين عندما وصلوا إلى البحر الأبيض المتوسط عبر فيناروس، وقف المقدم كاسادو إلى جانب وزير الدفاع إنداليسيو برييتو الذي اعتقد أن الجمهورية خسرت الحرب، وأنه يجب التفاوض. بالإضافة إلى ذلك دعمه أيضًا في معارضته لـ «التبشير الشيوعي» داخل الجيش الجمهوري وصعودهم فيه، وممن كانوا من الميليشيا المرتبطة بالحزب الشيوعي الإسباني، وهي فكرة أيدها جزء كبير من الجيش الجمهوري المحترف. وبعد رحيل برييتو عن الحكومة وعلى الرغم من انحيازه معه، فقد عينه الرئيس نيغرين في مايو 1938 بعد ترقيته إلى رتبة عقيد، قائدًا لجيش الوسط، وهي الوحدة العسكرية الأكثر أهمية في منطقة الوسط والجنوب. لكن هذا لا يعني أن كاسادو تخلى عن مناهضته للشيوعية عميقة الجذور، مقتنعًا بأن نيغرين والشيوعيين، الذين شكلوا الدعم الرئيسي لرئيس الوزراء بعد أزمة مارس - أبريل 1938، كانوا عائق أساسي للوصول إلى اتفاق مع الجنرال فرانسيسكو فرانكو، على غرار احتضان فيرغارا الذي وضع قبل قرن حدًا للحرب الكارلية الأولى. وفي الأشهر الأولى من 1938، تمكنت عناصر الطابور الخامس من الاتصال لأول مرة بكاسادو، وفقًا لما ذكره الفلانخي المتسلل إلى CNT أنطونيو بوثيلير بعد انتهاء الحرب.
بعد فشل الجمهوريين في معركة إبرو في نوفمبر 1938 وما تلاها من سقوط كاتالونيا، أعاد الكولونيل كاسادو التأكيد على الفكرة القائلة بأنه «نحن الجيش سوف نفهم بعضنا البعض»، وبدأ اتصالاته مع طابور فرانكو الخامس في مدريد من أجل التفاوض على الاستسلام، على الرغم من أنه كان يدرك تمامًا أنه من أجل تحقيق هذا الهدف، كان عليه أولا طرد نيجرين والشيوعيين الذين استمروا في الرهان على «المقاومة تنتصر». وهكذا كان كاسادو مقتنعًا بأن الحرب كانت خسارة وعدم جدوى مواصلة القتال حتى النهاية مع ما يترتب على ذلك من تضحيات عبثية بالمدنيين والجنود - مع اعتقاده أن الحرب مستمرة لصالح الاتحاد السوفيتي.
في 15 يناير 1939 وقعت كارثة فيلانويفا دي لا كانادا الجمهورية، وهي عملية عهد بها كاسادو نفسه إلى فيلق الجيش الأول بهدف نظري هو الاستيلاء على برونيتي ونابالكارنيرو. أكد كاسادو اللفتنانت كولونيل لويس بارسيلو أن الهجوم لا يحتوي أي صعوبات، ولكن في الواقع تم تحذير قوات فرانكو وأن القوات التي استخدمها كاسادو كانت بالكاد 25000 رجل عندما كان فيلق جيش الوسط والجنوب عشرة أضعاف هذا العدد. أسفر خداع كاسادو عن مقتل مئات من الجنود الجمهوريين في غضون ساعات قليلة (أكثر من ألف وفقًا للزعيم الشيوعي جاسينتو باريوس الذي وصف الالتفاف بأنه "فخ حقيقي"، و900 قتيل وفقًا لمانويل تونيون دي لارا). ونفي في اجتماع لاحق أن العدو أُبلغ بالعملية على الرغم من حقيقة أن القبطان المسؤول عن كتابتها قام بطباعة نسخة أخرى للعدو". منذ ذلك الحين حدث القطيعة بين كاسادو وبارسيلو، وإدانة قطاعات موالية للجمهورية كاسادو بتعاونه مع العدو.
وقد حافظ كاسادو طوال شهر فبراير 1939 على اتصالاته مع المقدم خوسيه سينتانيو دي لاباز رئيس المدفعية 4 في مدريد وعميل فرانكو السري، حيث قدم نفسه بأنه ممثل لفرانسيسكو فرانكو ودعاه إلى استسلام الجيش الجمهوري.
في 5 مارس 1939 قاد كاسادو انقلابًا ضد الحكومة الجمهورية بحجة أن الرئيس نيغرين يخطط للاستيلاء على السلطة عن طريق الحزب الشيوعي الإسباني. ودعمه في الانقلاب الأحزاب الجمهورياتية، ومن الفصيل «المناهض لنغرين» التابع لحزب PSOE بقيادة خوليان بيستيرو، ومن القادة الفوضويين المحبطين وكذلك القادة غير الشيوعيين للجيش الشعبي الجمهوري.

### انقلاب كاسادو
وهكذا في ليلة 5 - 6 مارس 1939 أنشأ كاسادو مجلس الدفاع الوطني في مدريد، برئاسة الجنرال خوسيه مياخا. ومن جانبها قررت حكومة نيغرين التي كانت تجتمع في مزرعة إل بوبليت ببلدة بيترير في أليكانتي منذ 25 فبراير، الهروب إلى فرنسا خوفًا من أن تعتقلهم قوات كاسادو. وفي مدريد حشد الشيوعيون الوحدات العسكرية الموالية لهم لإفشال الانقلاب، لكن فيلق الجيش بقيادة الأناركي سيبريانو ميرا الملتزم بكاسادو تمكن من إلحاق الهزيمة بهم. وفي 12 مارس كانت قوات كاسادو هم أصحاب العاصمة. تم إعدام أحد الضباط الذين قادوا المقاومة الشيوعية، وهو القائد بارسيلو.
بررت صحيفة إل سوشياليستا (El Socialista) التي يسيطر عليها الاشتراكيون «المناهضون لنغرين» انقلاب كاسادو بأنه «انتصار منع إسبانيا الجمهورية من أن تصبح مستعمرة سوفيتية». أراد مجلس الدفاع الوطني - الذي يرأسه الجنرال مياخا والذي كان خوليان بيستيرو عضوًا فيه أيضًا - التفاوض بشأن الاستسلام مع فرانكو، لتجنب الأعمال الانتقامية ضد أولئك الذين قاتلوا في الجانب الجمهوري ولكنهم لم يحصلوا على أي نتائج، وبما أن حكومة برغش اشترطت الاستسلام غير المشروط، كما أظهر قانون المسؤوليات السياسية والذي كان معروفًا لكسادو وأتباعه قبل الانقلاب، الذي جرم عمليًا جميع أنصار الجبهة الشعبية وأولئك الذين خدموا الجمهورية أثناء الحرب وقبلها (منذ 1 أكتوبر 1934). وفي نهاية مارس 1939 احتلت قوات فرانكو مدريد وبقية الأراضي الجمهورية الأخيرة، وهما منطقة الوسط والجنوب دون أي مقاومة.

## النفي والعودة

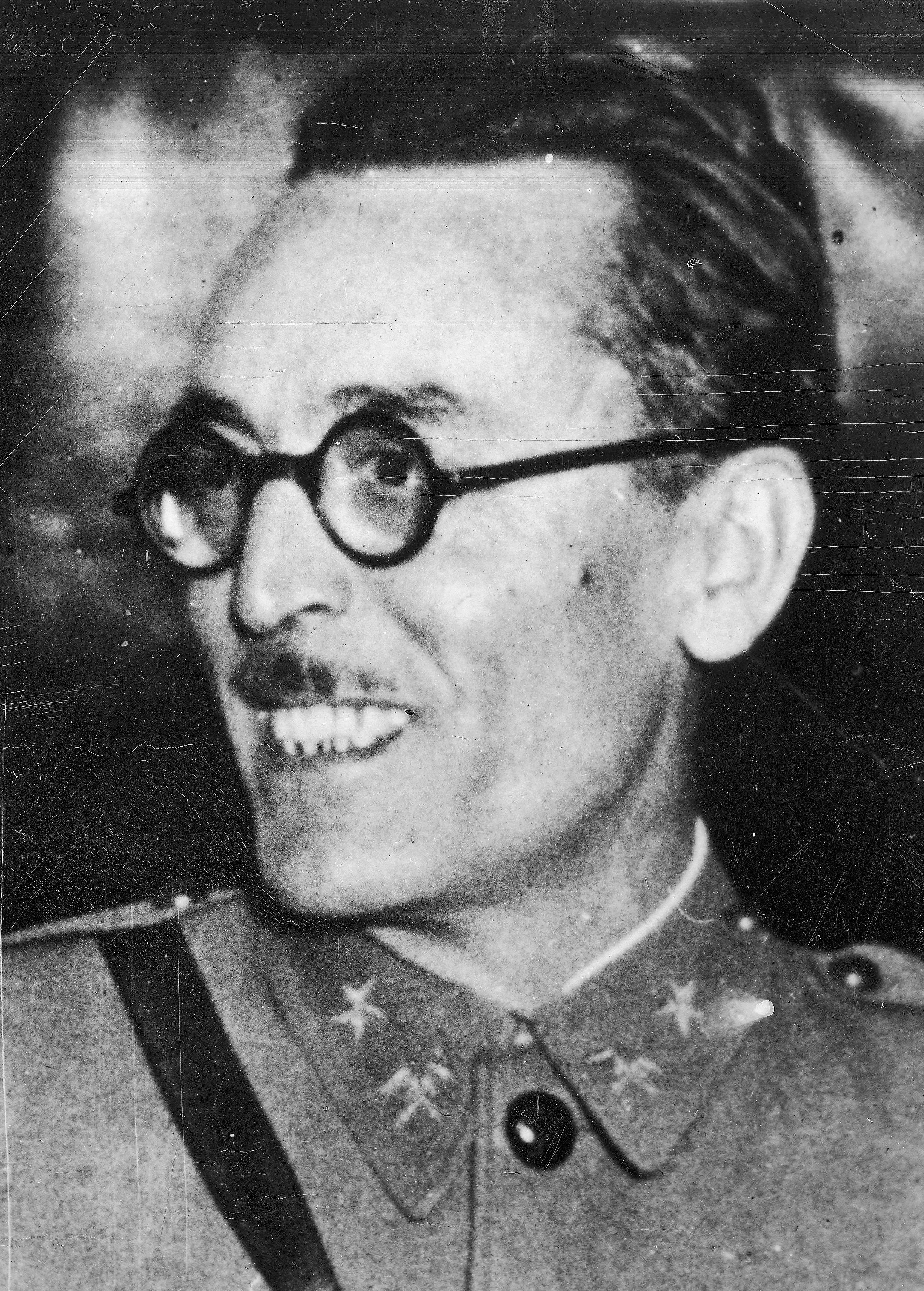
كاسادو قائد الانقلاب

قبل الدخول الوشيك للقوات المتمردة إلى مدريد، غادر كاسادو إلى فالنسيا ومن ميناء غانديا غادر على متن سفينة بريطانية إلى المنفى في مرسيليا (فرنسا)، مع إقناع آلاف اللاجئين بالذهاب أولاً إلى أليكانتي، حيث من المفترض أن تأخذهم السفن الإنجليزية. ولكن في الواقع كانت حيلة فرانكو هي جمع اللاجئين واحتجازهم: فقد منع الأسطول القومي دخول السفن إلى ميناء أليكانتي وأنشئ تمركز كبير من اللاجئين سقطوا بيد قوات فرانكو. وبعدا نُفي كاسادو في نهاية 1939 إلى بريطانيا دون أن يتمكن من لم شمل عائلته حتى سنة 1951 عندما غادر إلى فنزويلا؛ واستقر بعدها في كولومبيا.
عاد كاسادو إلى إسبانيا مع عائلته سنة 1961، حيث حوكم عسكريا ثم برأته المحكمة من جريمة «التمرد العسكري». أراد من الجيش أن يقر برتبته العسكرية قبل الحرب الأهلية والسماح له بالعودة إلى عمله، ولكن دون فائدة. فقد رفضه نظام فرانكو لخدمته طواعية للقضية الجمهورية، كما لم يحظى بالتعاطف بين الجمهوريين في المنفى بسبب انقلابه ورفض الانضمام إلى أي من أحزاب الجبهة الشعبية القديمة. توفي بنوبة قلبية في أحد مستشفيات مدريد، واستحق ملاحظة موجزة بوفاته في الصحافة الإسبانية.

## قراءات أخرى
- Beevor, Antony  [لغات أخرى]‏. The Battle for Spain. The Spanish Civil War 1936–1939. Penguin Books. London. 2006, (ردمك 978-0753821657)
- Burnett Bolloten The Spanish Civil War: Revolution and Counterrevolution UNC Press, 1991 (ردمك 0-8078-1906-9), (ردمك 978-0-8078-1906-7). Chapter 64 "Segismundo Casado, Cipriano Mera and the Libertarians"
- هيو توماس. The Spanish Civil War Penguin Books. 2001. London. (ردمك 978-0-14-101161-5)